# Christiane Herzog

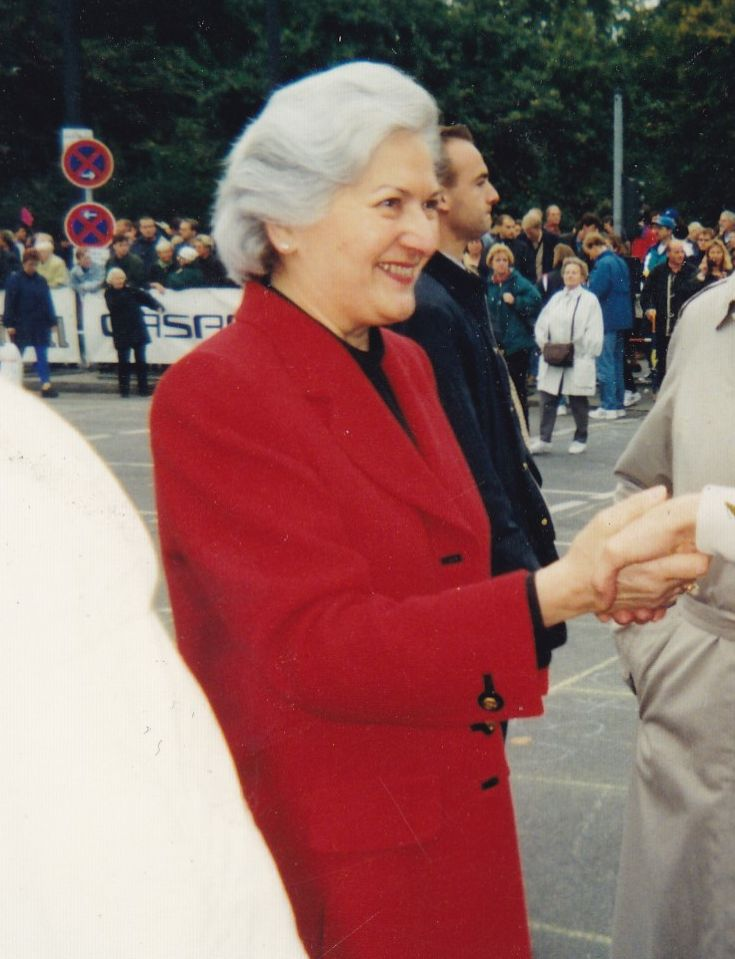
Christiane Herzog beim Berlin-Marathon am 29. September 1996.

Christiane Herzog, geb. Krauß, (* 26. Oktober 1936 in München; † 19. Juni 2000 ebenda) war Ehefrau des von 1994 bis 1999 amtierenden Bundespräsidenten der Bundesrepublik Deutschland Roman Herzog. Sie wurde durch ihr Engagement für Mukoviszidose-Kranke bekannt.

## Leben
Ihre Eltern waren der evangelische Pfarrer Paul Krauß und seine Ehefrau Friedl. Sie hatte zwei jüngere Geschwister. Ihre Kindheit verbrachte sie kriegsbedingt teilweise im Allgäu. 1946 zog die Familie nach Berchtesgaden, wo Christiane Krauß die Oberrealschule besuchte. Als ihr Vater 1949 das Dekanat Landshut übernahm, wechselte Christiane Krauß zum Mädchengymnasium der Zisterzienserinnen in Landshut. Hier machte sie Abitur und absolvierte dann eine Ausbildung zur Hauswirtschaftslehrerin in München. 
Am 2. August 1958 heiratete Krauß den späteren Bundespräsidenten Roman Herzog. 1959 und 1964 kamen die beiden Söhne zur Welt. Nach der Berufung ihres Mannes an die Freie Universität Berlin zog die Familie 1965 nach Berlin um. Durch den beruflichen und politischen Werdegang ihres Mannes folgten weitere Umzüge nach Heidelberg, Bonn, Stuttgart und Karlsruhe. Als Roman Herzog am 1. Juli 1994 das Amt des Bundespräsidenten antrat, zog das Ehepaar erneut nach Berlin – diesmal ins Schloss Bellevue im Tiergarten. Nach der Amtszeit kehrten Christiane und Roman Herzog zu ihren bayerischen Wurzeln zurück: Während sie ihre Büros in München einrichteten, zogen sie privat in das unweit von München gelegene Dachau. 
Christiane Herzog starb am 19. Juni 2000 nach langer, schwerer Krankheit an Darmkrebs. Sie liegt auf dem Landshuter Hauptfriedhof begraben (Grab Nr. 43/11/15). 2001 heiratete ihr Witwer die ebenfalls verwitwete Alexandra von Berlichingen.

## Gesellschaftliches Wirken
Von 1985 bis 1993 war Christiane Herzog Vizepräsidentin des Christlichen Jugenddorfwerks. Von 1985 bis zu ihrem Tod war Christiane Herzog Schirmherrin des Mukoviszidose e. V. 1986 gründete sie den Förderverein Mukoviszidose-Hilfe e. V., den sie 1997 in die Christiane-Herzog-Stiftung für Mukoviszidose-Kranke umwandelte. Ziel der Stiftung ist es, Aufklärungsarbeit über diese Stoffwechselerkrankung zu leisten und das Leben der Betroffenen mit der Krankheit zu verlängern. Dafür unterstützt die Stiftung Einrichtungen für die interdisziplinäre Versorgung und leistet Hilfe in sozialen Notlagen. Außerdem vergibt sie seit 2008 den Christiane Herzog Forschungspreis, höchstdotierter Förderpreis für Nachwuchswissenschaftler in Deutschland. Sitz der Stiftung ist Stuttgart.
Als Frau des Bundespräsidenten war Christiane Herzog von 1994 bis 1999 Schirmherrin des Deutschen Komitees für UNICEF und des Deutschen Müttergenesungswerkes. Dabei setzte sie sich für zahlreiche Hilfsprojekte im In- und Ausland ein und kümmerte sich um Menschen, die sie um Hilfe in sozialen Notlagen baten.

## Buch und Fernsehsendung
Während der Amtszeit ihres Mannes wurde am 1. Januar 1996 das Buch Zu Gast bei Christiane Herzog: Meine ganz persönlichen Rezepte veröffentlicht. Eine Taschenbuchversion mit anderem Titelfoto erschien am 1. September 1996. Seit dem 5. Januar 1997 war sie dann Gastgeberin der in der ARD Das Erste ausgestrahlten Fernsehsendung Zu Gast bei Christiane Herzog (24 Folgen), in der ein prominenter Gast zum gemeinsamen Kochen und Plaudern auf Schloss Bellevue eingeladen war; regelmäßiger Mitwirkender war der Koch Otto Koch. Gäste waren beispielsweise Thomas Gottschalk, Michael Schumacher und Harald Juhnke.

## Nachweise
1. ↑  Christiane Herzog beigesetzt. In: Spiegel Online. 23. Juni 2000, abgerufen am 5. Dezember 2014.
2. ↑  https://web.archive.org/web/20141210160145/http://www.medizin-aspekte.de/mukoviszidose_13053.html
3. ↑  Carola Wetzstein: Jubiläum: 10. Christiane Herzog Preis für Mukoviszidose-Forschung verliehen. Mukoviszidose Institut – gemeinnützige Gesellschaft für Forschung und Therapieentwicklung mbH, Pressemitteilung vom 11. Dezember 2018 beim Informationsdienst Wissenschaft (idw-online.de), abgerufen am 15. März 2024.
4. ↑  Zu Gast bei Christiane Herzog. In: fernsehserien.de. Abgerufen am 15. März 2024.

| Personendaten    | Personendaten                                       |
| ---------------- | --------------------------------------------------- |
| NAME             | Herzog, Christiane                                  |
| ALTERNATIVNAMEN  | Krauß, Christiane (Geburtsname)                     |
| KURZBESCHREIBUNG | deutsche Ehefrau des Bundespräsidenten Roman Herzog |
| GEBURTSDATUM     | 26. Oktober 1936                                    |
| GEBURTSORT       | München                                             |
| STERBEDATUM      | 19. Juni 2000                                       |
| STERBEORT        | München                                             |